# Renato Targioni
Renato Targioni (Campi Bisenzio, 13 maggio 1929) è un ex calciatore italiano, di ruolo difensore.

## Carriera
Dopo gli esordi con la Pistoiese in IV Serie, nel 1954 passa al Prato con cui vince il campionato di Serie C 1956-1957 e disputa due campionati di Serie B, prima di retrocedere in Serie C e risalire nuovamente tra i cadetti dopo aver nuovamente vinto il campionato di Serie C 1959-1960 giocando altre due stagioni.
In quattro campionati di Serie B colleziona complessivamente 130 presenze segnando 7 reti.

## Palmarès

### Club

#### Competizioni nazionali
- Serie C: 3

Prato: 1956-1957, 1959-1960, 1962-1963